# Manderen-Ritzing
Manderen-Ritzing – gmina we Francji, w regionie Grand Est, w departamencie Mozela. W 2016 roku liczba ludności wynosiła 601 mieszkańców. 
Gmina została utworzona 1 stycznia 2019 roku z połączenia dwóch ówczesnych gmin: Manderen oraz Ritzing. Siedzibą gminy została miejscowość Manderen. 